# Асуфре
Асуфре  — вулкан. Располагается в области Антофагаста, Чили.
Асуфре — стратовулкан, высотой 5846 метров. Находится на центральноандийском нагорье в 20 километрах к западу от боливийской границы.
Вулкан является одним из самых молодых вулканов, который возвышается в северном вулканическом комплексе Чили. Состоит из двух вершин. Возник в эпоху голоцена. Сложен андезитами. Предгорья вулкана и вулканические купола, которые находятся на плато возле вулкана сложены дацитами и возникли 1,5 миллиона лет назад. Застывшие потоки лавы проглядываются в 7 километрах к северу от вулкана. В одном из кратеров находится небольшое озеро. Вулканическая деятельность не зафиксирована.